# Albertosaurus
Albertosaurus (som betyder "Alberta firben") er en slægt af tyrannosauride theropod dinosaurer, der levede i det vestlige Nordamerika i den sene kridtperiode, for omkring 71 millioner år siden. Typearten, A. sarcophagus, var tilsyneladende begrænset i udbredelse til den moderne canadiske provins Alberta, hvorefter slægten er opkaldt, selvom en ubestemmelig art ("jf. Albertosaurus sp.") er blevet opdaget i Corral de Enmedio og Packard-formationer i Mexico.
| Dyr | Spire Denne artikel om dyr er en spire som bør udbygges. Du er velkommen til at hjælpe Wikipedia ved at udvide den. |